# 中華民國與大規模殺傷性武器
中華民國否認擁有任何大規模毀滅性武器，目前無直接證據顯示中華民國政府擁有任何核子武器，但曾經有兩度研究發展核子武器的計畫。據信中華民國一度推進到只差一兩年就能完成發展核子武器的程度。亦有部分學者認為中華民國仍秘密藏有計畫書與核子武器藍圖。

## 核子武器

### 美軍佈署
奉美國總統艾森豪命令，在1952年至1961年間，美軍曾在臺南空軍基地部署12枚核子彈。為因應臺灣海峽緊張情勢，1957年，美國將鬥牛士飛彈運抵中華民國。
1958年5月23日，中華民國駐美國武官團團長盧福寧將美國核武攻擊中國大陸計劃的密函交由訪美回國的陳聲簧少將轉呈蔣中正總統，美國國家安全委員會於5月7日前後決定中共如侵犯外島與臺澎地區時應採取的對策「如附件第一」，盧福寧表示雖無原件但是他友人親眼所見可信，對方同意等待機會蒐集設法取得，盧福寧翻譯友人強記的要點:6,7,9-11
:274-278：
當共匪侵犯中華民國控制下外島，及臺澎地區時，美國軍事方面，可能採取左列行動方案：
……
第四、美軍準備供給原子彈以對軍事目標寔施攻擊，其目標已選定為上海及廣東。其次在臺灣對岸福州廈門共匪軍隊集中地區。爾後中華民國國軍立即繼續登陸，擴大戰果。後勤支援，自然包括在內。
……
　　決策
美軍於共匪攻擊外島或臺澎地區時，採取第四項行動方案決策。
5月底，盧福寧將第二份密函交由回國的武官黃武雄轉呈蔣中正，附件第二附圖3幅「係上次請陳聲簧少將帶呈鈞座附件第一所呈者，因整個文件列入最機密，僅能先獲得附圖三幅」，分別是「預想匪軍集結地區時投擲原子彈的威力圈」、「放大金門當面地區的原子彈威力圈與投擲中心」、「投彈後國軍登陸反攻大陸三個時期的預想收復區」及南韓在第一時期配合反攻到達遼河的預想:279-280。
雖然美國支持「反共」，並且協助強化臺灣軍力，但是無意再度挑起可能引發第三次世界大戰的國共內戰爭端，因此一貫採取消極態度。比起「反攻大陸」，美國的真正目的是對「防衛臺灣」的重視，也就是說蔣介石與美國處於同床異夢的狀態。
1958年八二三砲戰發生後，美軍將鬥牛士飛彈裝上核子彈頭，並派駐EC─121空中預警機，加上基地旁的美國空軍契約維修中心亞洲航空公司，使得臺南成為國共對抗中的美國核子嚇阻基地，及越戰期間美軍重要的後勤支援基地。戰事白熱化後，時任美國參謀首長聯席會議主席垂寧（Nathan Twining）多次提到動用核武的可能，認為可快速解決問題，也能向中方表達美方態度，但都遭艾森豪（Dwight D. Eisenhower）否決，國務院也不表支持。艾森豪在8月25日會議中決定調派中途島號（USS Midway）航空母艦與4艘驅逐艦加入第七艦隊。垂寧當天也電報通知太平洋司令，如果動用核武，15架位於關島的B47轟炸機隨時可出動，6架由美軍訓練、臺灣飛行員駕駛的F-100F戰機飛往台灣。但為求謹慎，可能動用戰術核武的考量必須對中華民國政府保密。美方雖以金馬不在中美共同防禦條約範圍為由，在八二三砲戰期間要求放棄金門，蔣中正也反對美軍動用戰術核武的構想，決心死守，但美軍支援仍是戰役中的關鍵。10月23日，蔣中正和美國國務卿杜勒斯發表「聯合公報」，承諾不憑藉武力收復大陸，被美方宣傳為成功壓制住熱衷於反攻大陸的蔣介石，但蔣根本沒有放棄反攻大陸的念頭，反而是暗地裡鍥而不捨地擬定作戰計畫，後來不了了之。
1960年至1974年間，美軍在中華民國又部署了可吊掛在戰機上的戰術型核彈，掛載於F-100超級軍刀戰鬥機及F-4幽靈II戰鬥機，但強烈反對中華民國發展核武器，因此雙方的核技術合作也只限于核能發電廠研究等民用項目。

### 研究方面
1963年8月23日，中華民國政府簽署成為《部分禁止核試驗條約》的原始締約國；翌年5月18日，向聯合國秘書處交存批准書。
1968年7月1日，中華民國政府簽署成為《核武禁擴條約》的原始締約國，1970年1月27日，向聯合國秘書處交存批准書。
核子武器研究計畫在中華民國的發展一直是個爭議問題，由於1969年間，台灣電力公司曾以核電商營名目向加拿大進口了一台4,000萬瓦特的重水反應爐，轉供國防部中山科學研究院使用。為了提煉出高純度的濃縮鈾，中華民國首先以提供核電站使用為由，從國外進口作為發電原料的濃縮鈾。由於核電站使用的濃縮鈾純度一般是3％至5％之間，而生產原子彈至少要達到純度90％以上，必須設法進口原料以提煉出核彈需要的更高純度的濃縮鈾。
1971年，中華民國退出聯合國後，與美國和國際原子能總署簽署三邊協議，聲明繼續遵守《核武禁擴條約》條款，及其下兩項「INFCIRC/133」和「INFCIRC/158」預防保證協議。
自70年代後，美國政府對中華民國的舉動有了警覺，對其核計劃的限制也日益加緊。1972年1月台灣核能研究所的重水反應堆首次達到臨界點，9月燃料原件廠完工，都引起美國注意，時任美國總統尼克森曾要派人去臺拆除核處理設施。中華民國在美國的壓力下，被迫由時任中華民國行政院院長蔣經國出面，公開承諾不從事核武器研究發展。但中華民國仍在加緊核武研製步伐。直到1976年，國際原子能機構按核計劃對中華民國的核設施進行檢查，發現500多克鈽不翼而飛。同時檢查人員還發現中華民國的钚燃料化學試驗室竟然也能生產鈽金屬，並且用的是美國提供的鈾來運作。考慮到事態非常嚴重，美國國務院台灣事務科科長李文以美國國務卿亨利·基辛格的名義訓令安克志大使向中華民國駐美國大使沈劍虹交涉抗議，安克志再度表示美方對中華民國信守承諾不從事核武器研究發展的懷疑。在美國和國際社會的強大壓力下，中華民國首次秘密發展核武器才告終。
1976年9月，台美達成了旨在永久關閉核計畫的協議。蔣經國保證不會發展核廢料再處理設施。第六任中華民國總統就任後啟動了第二次發展核武計劃。這一次中華民國在高度保密的情況下開始研製核武器，核武研製計劃進展得頗為順利。中華民國在1979年至1980年短短兩年內，先後興建了磷酸提鈾先導工廠、壓水式反應器燃料束先導工廠、磷酸提鈾工廠、氧化鈾提純轉化實驗工廠、動力用反應器燃料先導廠、伽馬射線照射廠，並完成了600兆瓦肯都型重水壓水式反應器的概念設計。1985年成功製造了氧化鈾及燃料丸。1987年致力研發雷射鈾濃縮技術。
1988年1月9日，被美國中央情報局吸收為間諜多時的中山科學研究院核能研究所中華民國陸軍上校副所長張憲義逃往美國，基於此前他所提供台灣研製核武器的資料，美方立即向中華民國施壓，要求終止其核武器發展計劃。1月13日，總統蔣經國因心臟病逝世。即使這些發展早已在美國的掌握之中，但美方仍以違反過去的承諾為由質問台灣。原中華民國副總統李登輝繼任總統後再度承諾不發展核武器；1月18日美國會同國際原子能總署到中科院核能研究所突擊檢查，沒收了中科院核研所的重要資料，對發展核武的鈽實驗室進行灌漿，把價值18.5億美元的重水反應爐改裝成只能用於試驗的輕水反應爐，同時搬回台灣核反應堆裡的重水。1月20日，美國在台協會台北辦事處處長丁大衛單獨面見郝柏村，提示偵察衛星的照相，發現在九鵬有小型核爆，要求確實執行雷根和李登輝的終止核武研發的協定。1988年到1991年清點核燃料棒數量并全部運回美國，當時有699根燃料棒以乾式貯存存放，處理過程中因部分燃料棒護套年久劣化，燃料棒中的金屬鈾跟水氣經過擦撞產生氫氣，在抽出燃料棒時前後共發生六次氫爆、一次大火，歷經三年左右的時間才順利取出空運至美國，但氫爆後放射性物質已流到核研所下方國有地。
中華民國遵行國際原子能總署1993年加強「全面預防保證協議」（CSAs）的「93+2計畫」措施。
2007年10月19日，國民黨立委蘇起在立法院質詢，推理陳水扁總統下令中科院重新研發核彈，行政院長張俊雄、國防部長李天羽鄭重否認政府有研發核武的想法與作為，「我們絕對不會發展核武，也不會保有核武器」。軍備局中科院前「核能研究所」已於1988年移編行政院原子能委員會，國際原能總署亦自1995年起對中科院實施六次核子保防檢查，確認臺灣未從事核武發展。
2014年1月，中華民國與美國更新和平使用核能合作協議，包括新的「123協議」，於6月22日續約生效。

### 現況
目前無直接證據顯示中華民國擁有任何核武器，但部分学者認為“中華民國在核武研究中斷後仍秘密藏有核武計劃藍圖及數據。”

## 生物武器
1925年的日內瓦議定書已禁止交戰各方在國際武裝衝突中使用生物戰與化學戰武器；中華民國退出聯合國後，於1972年4月10日簽署《禁止生物武器公約》，翌年2月9日完成批准，並交存至美國華盛頓，確認支持遵守該約。1993年時美國情報部門認為中華民國延續了70年代的生物武器計畫；1998年12月，國防部否認台灣正在研發生物武器。

## 化學武器

### 早期研製化學武器
1933年，中華民國國民革命軍兵工署由吳欽烈籌備，在河南省鞏縣兵工廠設立化學分廠及防毒面具籌備處，該廠與1934年成立於南京市的應用化學研究所共同負責化學戰劑及生化防護裝備的研製。由於1930年代中國缺乏高階化學家，建廠設備主要從美國採購，並雇用6位美國專家協助調配化學合成。
1935年底，化學工廠完工，職工約有1,200人、下轄11間分廠；與化學戰劑相關的分廠包含：
- 原料：第一分廠（生產硫酸、發煙硫酸）、第二分廠（電解食鹽萃取液態氯、氫氧化鈉、鹽酸）
- 化學氣體生產：第四分廠（方藥、生產15公斤裝泡腫氣航空炸彈）、第五分廠（錐藥、生產噴嚏氣手榴彈）、第六分廠（圓藥、生產催淚手榴彈、催淚砲彈）

1936年，產出的主要化學武器以催淚手榴彈為主，但已生產2,170枚空用化學炸彈，原定計畫在1937年後將生產迫擊砲用的芥子氣炮彈，並研製調配光氣與雙光氣；但1937年7月抗戰爆發，位處黃河畔的的鞏縣兵工廠為避免華北日軍南下攻佔，1937年下半年停工，11月全廠拆遷內運，化學廠在1938年4月遷到四川省瀘州高壩，1938年底復工，與廣東兵工廠、四川兵工廠等製火藥廠合併成兵工署第23兵工廠，使用原本原料生產設備改產無煙火藥及硝化棉提供內遷的兵工單位炸藥與火藥，停止化學兵器的研製。
1947年，第23兵工廠與第2兵工廠合併；1948年，中華民國政府將其應用化學所遷往臺灣，由此奠定了中華民國現行化學武器的發展基礎。23兵工廠設備則在1949年11月底中國人民解放軍攻入泸州市時完整移交，後改名瀘州化工廠（現瀘州北方化學工業）。

### 遷台後
1949年，中華民國政府撤入台灣後，美國海軍在1955年借用國立臺灣大學醫學院附設醫院部分院區設立了美國海軍第二醫學研究所（U. S. Naval Medical Research Unit No.2），內設核生化實驗室，該單位對外任務是研究防治亞熱帶疾病與臨床醫學，但與軍事相關的任務則包括協助中華民國進行核生化作戰防禦研究。1978年12月，中美斷交，駐臺美軍則在中美共同防禦條約期滿後奉令撤離。NAMRU-2也遣散了中華民國籍研究人員，遷往菲律賓。1979年3月底，NAMRU-2在中華民國總部正式關閉。
1958年，中華民國國防部在桃園縣成立了陸軍化學兵學校，隨後其化學兵的建設逐步走向正規。中華民國在臺灣有幾個主要單位負責生化武器研發：中山科學研究院化學研究所、中正理工學院應用化學組和國防醫學院生化研究室。
1962年，中科院成立。中科院第四所即化學所，負責化學技術的研究開發，除推進科技的研究，同時也研製調配化學戰劑。1968年，隸屬於國防部參謀本部的中正理工學院成立，中正理工下所屬應用化學組主要從事化學武器技術和防護裝備的研究。國防醫學院是中華民國負責培養中華民國陸軍、中華民國海軍、中華民國空軍初、中、高級醫務人才的學院，位於臺北市，前身是北洋軍醫學堂，隸屬於國防部參謀本部。1990年代曝光的「國防預醫所」雖隸屬於國防醫學院，但在該院的公開編制單位中卻從未出現，一直屬於高度機密的軍事科學研究單位。據了解，該所分為流行病學、細菌學、免疫學、生化學、產程學以及病毒學6個科研小組，同時擁有第四級（最高等級）生物安全實驗室，主要負責微生物生產以及疫苗的培養等生化防護工作。它的成立使中華民國國軍具備了對鼠疫、炭疽熱以及天花等生物武器的製造和偵測能力。
1970年代初，中華民國與西德、南非、以色列等國秘密往來，謀求獲取核生化武器技術，並在生物戰劑的研究方面有過合作。
中科院何時完成毒氣調製目前尚未有明確資料證實。1972年2月10日，時任中華民國參謀總長賴名湯上將指示，中科院研發的芥子氣應轉由軍方儲存，並依現有生產設施和技術狀況進行105公釐或155公釐化學砲彈試製儲存備用，顯示在1970年代初中華民國已掌握部分傳統毒氣的製造技術。1972年3月10日，國防部聯合勤務總司令部提出「肅寇一號專案」（芥子氣彈）研製工作計畫概要。化學砲彈的研製由聯勤61兵工廠負責，而聯勤44兵工廠則試行灌裝155公釐砲彈。「肅寇一號專案」…自奉令研究試裝芥子氣砲彈，至試爆完成，其間經過灌裝設備設計，模擬彈灌裝及試射，正式試爆場地勘選，前後歷時一年半。1973年4月24日，靜止試爆於屏東縣枋寮鄉枋寮大橋西側士文溪河床進行。4月22日，按預定程序舉行模擬試爆3發砲彈，情形良好。4月24日上午9點正式試爆，共試爆3發M110式155公釐砲彈，各灌裝芥子氣戰劑9.7磅（4.4公斤），以電發火遙控引爆，同時引爆3發相距15公尺排成正三角形、彈頭以55度角朝下的芥子氣砲彈。
1970年代，在歷經退出聯合國、中美断交等國際重要事件後，國軍化學兵編制擴大、訓練增加。1985年，於澎湖縣、金門縣等國軍常備部隊設立了核生化訓練中心，當時國軍內部可能已經有相當數量的化學兵器儲備。
1980年代末，中華民國政府宣稱考慮到臺灣自身地少人多，生物、化學戰劑又易於失控，因此宣佈終止生化武器的發展研製。但實際狀況則與聲稱相反，隨著中科院等軍事研究單位科技發展有所建樹，國軍一級戰備部隊已可配備可用火箭發射器發射的化學彈藥，一些戰鬥機和導彈也具有化學戰攻擊能力。1988年被迫終止核武器研究計劃後，加速了化學武器研究，並開始從國外大量採購「非摧毀性核生化武器」。1989年，美國國會獲悉中華民國已經擁有了製造進攻性化學武器的能力；台灣政府承認生產了少量戰劑以供國防研究目的，但始終否認有任何進攻性化學戰能力。1991年11月，由國防部批准成立的國防醫學院生命科學研究所也是一所主要負責開發生物武器和相關疫苗的科研單位。該所公開設有分子生物、細胞生物、系統生物及社會生物4個學科小組。自成立之日起便委派國防醫學院歷屆院長兼任該所所長。

### 現況
在精實案前，陸軍化學兵按其機構與職能可分為專業機構化學兵和部隊化學兵。其化學兵建制體制十分複雜。專業化學兵機構隸屬於陸軍總司令部和各軍團及防衛司令部，主要是一些指導性機構，但也有一些部隊。化學兵部隊屬戰鬥支援部隊，採用化學兵群、化學兵營和化學兵分隊（連）級組織建制，共計兵力3,000餘人。另外，預備役步兵部隊也設有化學分隊。
在2000年後，精進案、精粹案等裁軍計畫下，目前化學兵規模已不如解嚴初期；但是在生化研發上仍然處於高度機密狀態。
中華民國雖非聯合國成員國，但確認遵守為補充1925年《日內瓦議定書》而於1997年生效的國際《禁止化學武器公約》，並於2002年8月27日聲明已完全遵守公約的宗旨與原則，倡導與禁止發展、生產、儲存和使用化學武器、並銷毀現有武器。